# Melandra
Melandra (gr. Μελάνδρα) – wieś w Republice Cypryjskiej, w dystrykcie Pafos. W 2011 roku liczyła 2 mieszkańców.